# HD 160781
HD 160781，又名BD+06 3498，SAO 122646、HR 6590，是一颗恒星，视星等为5.95，位于銀經30.62，銀緯18.41，其B1900.0坐标为赤經17h 36m 39.7s，赤緯+6° 18.41′ 50″。